# 이현상
이현상(李鉉相, 1905년 9월 27일 ~ 1953년 9월 17일)은 일제강점기의 독립운동가, 공산주의자, 노동운동가이며, 해방 후에는 남조선로동당 간부로 지리산 일대를 중심으로 파르티잔 활동을 주도했다.
일제강점기 당시 독립운동과 노동운동에 참여하였고, 1945년 광복 이후에는 박헌영 등과 함께 조선공산당 재건 운동과 남조선로동당 활동을 하였다. 별칭은 큰 바위 얼굴 선생님 등이었다. 호는 화산(火山), 가명은 로명선(盧明宣)이다. 그는 전북특별자치도 금산군 군북면 와부리에서 출생하였으며 지난날 한때 전북특별자치도 전주부 완산정에서 잠시 유아기를 보낸 적이 있다.

## 생애

### 출생과 어린 시절
이현상은 충청남도 금산군(당시 전라북도 금산군) 군북면 외부리 출신으로, 군북면장과 금산공립보통학교 학무위원을 역임한 이면배(李勉培)와 김씨(? ~ 1975년)의 4남 2녀 중 다섯째 아들로 태어났다. 아버지 이면배는 3백석의 농지를 가진 부농이었다. 맏형 이현기(李鉉冀)와 둘째 형 이현석(李鉉奭)은 후에 1924년~26년, 1934년~36년 군북면장을 역임했다.
이현상 집안은 전주 이씨 가문으로, 태조 이성계의 종7대조이자, 고려 시대 이의방, 이준의, 이린, 이거 형제의 삼촌인 시중공 이단신의 후손이었다. 그 가계는 군북면에서 가장 토지를 많이 소유한 부농이었다. 아버지 이면배는 일제 강점기 초기에 군북면장을 지냈으며, 이현상은 이면배의 3남 중 막내아들이었다.
이현상은 조혼 풍습에 따라 16세가 된 1920년에 이웃 무주군 무풍면의 유복한 집안 출신인 최문기와 혼인했다.

### 학창 시절
혼인한 이듬해인 1921년에 금산읍내에 있는 금산보통학교에 편입하여 신학문을 처음 접했다. 보통학교를 졸업한 뒤에는 고창군에 있는 사립 명문 고창고등보통학교에 입학했다. 학업 성적은 매우 우수한 편이었으며, 학적부에 따르면 '침착하며 약간 집요한 데'가 있는 성격이었다.
고창고보에서 2학년까지 마친 뒤 1925년 경성부로 유학해 중앙고등보통학교에 편입했고, 1928년에는 보성전문학교(現 고려대학교) 법과에 입학했다. 그러나 보성전문에 입학한 지 몇 달 되지 않아 투옥되면서 학업은 중단하게 되었다.

### 일제 강점기 활동

#### 항일 및 노동 운동
중앙고보 재학 중인 1926년에 순종의 장례식을 계기로 일어난 6·10 만세운동 학생시위에 참여, 시위에 주도한 것을 계기로 독립운동, 사회주의운동에 뛰어들었다. 이현상은 6월 10일 거사 당일에 중앙고보 학생들을 이끌고 시위에 참여했으며, 경찰에 체포되어 6개월 동안 수형 생활을 한 끝에 기소유예로 석방되었다.
이 사건으로 이현상은 중앙고보에서 퇴학을 당했다. 이현상은 석방된 이듬해인 1927년 봄에 상하이로 밀항하였다. 상하이에서 약 석달 동안 머물다가 귀국하여 고향 금산에서 청년 조직을 구성했다. 1928년 보성전문에 입학하고도 학업보다는 사회운동에 관심을 보이면서 김복진과 면담하여 고려공산청년회에 가입했다. 고려공청의 외곽 조직인 조선학생과학연구회의 서무부장으로도 선출되었고, 신간회와 서울청년회에도 가입했다.
그러나 고려공청과 학생과학연구회가 경찰의 검거 대상이 되면서 이현상도 체포되어 두 번째로 구속되었다. 이번에는 징역 4년형을 언도받아 복역했고, 형무소 복역 중 이재유와 김삼룡을 만나 교류하게 되었다. 뜻이 맞는 동지가 된 이현상과 이재유, 김삼룡은 출소한 직후인 1933년 초에 경성트로이카를 결성해 본격적인 노동운동을 벌였다.

#### 일제 강점기 후반
경성트로이카 조직은 서울 지역의 공장 파업을 조종하고 동맹휴학을 일으키며 활동하던 중 1933년 말에 대거 체포되었다. 이현상도 붙잡혀 일년 여에 걸친 재판 끝에 징역 4년형을 언도받고 1938년에야 출옥했다. 세 번째로 감옥살이를 하는 동안 중일 전쟁이 일어나고 많은 운동가들이 체포되거나 전향하여 상황은 악화되어 있었다. 
1939년에는 경성 콤그룹에 들어가 항일운동을 하였다.경성콤그룹이 기관지 《코뮤니스트》를 발행하고 전국적인 노동조직을 갖추어 가던 중, 대대적인 검거사태가 벌어지면서 1940년 이현상이 가장 먼저 체포되었다. 이때는 전시체제가 강화되어 시국이 크게 경색된 시점으로, 구속된 이들 중 다수가 고문으로 사망하거나 병을 얻었다. 이현상도 복역 2년 만인 1942년 10월에 병으로 가석방되었다. 당시 이현상은 20여 일간의 단식투쟁으로 목숨이 위태롭게 되자, 병보석 되어 손수레에 실려 나왔다고 한다. 가석방된 이현상은 이후 덕유산으로 옮겨 은둔생활을 지낸다.

### 광복 후

#### 군정기 활동

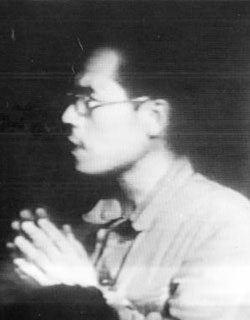
1945년 11월 이승만의 독립촉성중앙회에 참석한 이현상

이현상은 광복 직후부터 활동을 개시하여 장안파 조선공산당에 대항하는 재건파에 합류했다. 재건파는 곧 장안파를 무력화시키고 조선공산당을 결성했으며, 이현상은 중앙위원과 조직국원으로 선출되었다. 1946년 말에는 박헌영과 이주하, 김삼룡, 이현상 등이 핵심 간부를 맡은 남로당도 결성되었다.
1947년에 전평의 허성택, 박세형과 함께 체포되었다가 두 달 만에 풀려나기도 했다. 이때 일제 아래 악명 높은 고문전문가이던 노덕술 등으로부터 가혹한 고문을 받았다. 6월 25일 남로당 기관지 《노력인민》에 김원봉에 대해 평가한 글을 게재하여, 일제 강점기 동안 보여준 김원봉의 비타협적 투쟁과 군사적 업적을 높게 평한 바 있다. 남로당은 이 글이 발표한 직후에 군사부를 신설해 유격 투쟁을 준비하기 시작했다.

#### 남북협상 참여와 월남
1948년에는 남북연석회의에 참석하기 위해 월북했다. 5월 이현상은 연석회의가 끌난 후에도 남하하지 않고 38선 이북에 남아서 소련 유학을 염두에 두고 러시아어를 배웠다. 그러나 이북에서 북로당의 이상조와 마찰을 빚으면서 유학 계획은 좌절되고 강동정치학원에 입교했다. 평양 인근 강동군에 설치된 이 학교는 유격전을 전문적으로 다루는 기관이었다.
교육을 마친 뒤 이주하와 함께 단독 정부가 수립된 대한민국에 잠입해 활동할 것을 명령 받았다. 이현상은 월남하여 지하 활동에 들어갔다.

#### 유격대 활동

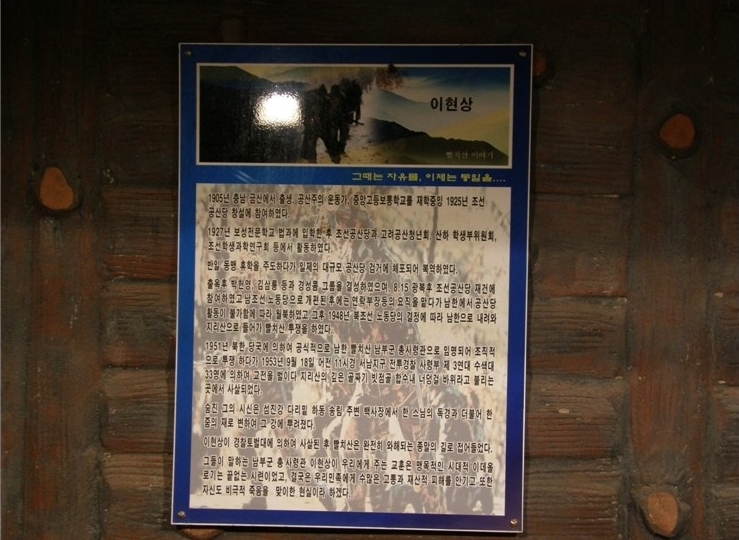
회문산 빨치산 사령부의 이현상 약력 설명

1948년에 여순 14연대 반란사건이 일어났다. 반란군은 거의 진압되고 남은 부대원들은 이현상의 지휘 아래 지리산으로 들어가 빨치산이 되었다. 강동정치학원에서 교육을 받고 남파된 유격대도 조선인민유격대의 제1병단과 제3병단으로 가세하였고, 통칭 지리산유격대로 불리는 이현상 부대는 제2병단으로 명명되었다.
1950년 한국 전쟁이 발발하였을 시기 지리산에서의 유격대 활동으로 많은 병력을 잃은 이현상 휘하의 부대는 북상했다. 그러던 중 7월 말에 남하하던 인민군 정규부대와 만났고, 이후 다시 남진하여 낙동강 전선에 투입된다. 낙동강 전선에 투입된 이현상의 빨치산 부대는 낙동강을 도하하여 후방에서 국군과 미군을 상대로 게릴라 전을 전개했다.

#### 한국전쟁과 남부군 지휘
인천상륙작전후 조선인민군이 후퇴한 뒤에도 조선인민유격대 총사령관인 이승엽은 남한지역의 6개 도당 위원장회의를 소집하여 유격대들을 남부군이라는 이름으로 통합하여 유격전을 펼치도록 하였고 이현상을 '로명선'이라는 가명으로 남부군 사령관에 임명하였다. 이현상은 등사기로 기관지인 《승리의 길》를 발행했다.
남부군은 1951년 5월 26일 충북도청 소재지 청주를 기습하여 여러 관공서를 불태우고 청주형무소의 좌익수 백사십이명을 석방시켰다. 6월 초, 민주지산에 자리를 잡고 인근 도시와 경부선 군용열차를 습격하였다. 6월 중순 덕유산 송치골에서 남한 6개 도당 위원장을 소집해 남부군 결성에 합의하고 총사령관으로 취임하였다. 8월 14일 참모장 박종하가 가회전투도중 사망하자 이현상의 남부군은 지리산으로 다시 들어갔다. 11월 말부터 대한민국 국군과 경찰의 토벌 작전이 거세지면서, '조선인민유격대 독립4지대'로 개편된 이현상 부대는 어려운 처지에 몰렸다.
1952년 1월 18일 군경토벌대에 쫓기던 지리산 일대 유격대와 좌익피난민 등 이천여 명이 대성리 골짜기에서 포위되었다. 미군이 네이팜탄 등을 투하하여 천 명 이상 죽거나 체포되었고, 독립4지대도 한 달 만에 4백명이던 대원이 백오십 명으로 줄어들었다.
1953년에는 대한민국 영역에 남은 유격대의 지위에 대한 언급 없이 한국 전쟁 휴전협정이 체결되었다. 협정 체결 1주일 후인 8월 3일에는 평양에서 박헌영이 정식으로 구속되고 리승엽 등은 처형되었다. 남로당 지휘 계통에 있던 이현상은 전라남북도와 제주도, 경상남도 서부 지역을 책임지는 제5지구당 위원장직에서 물러나 평당원으로 돌아갔다.

### 사망

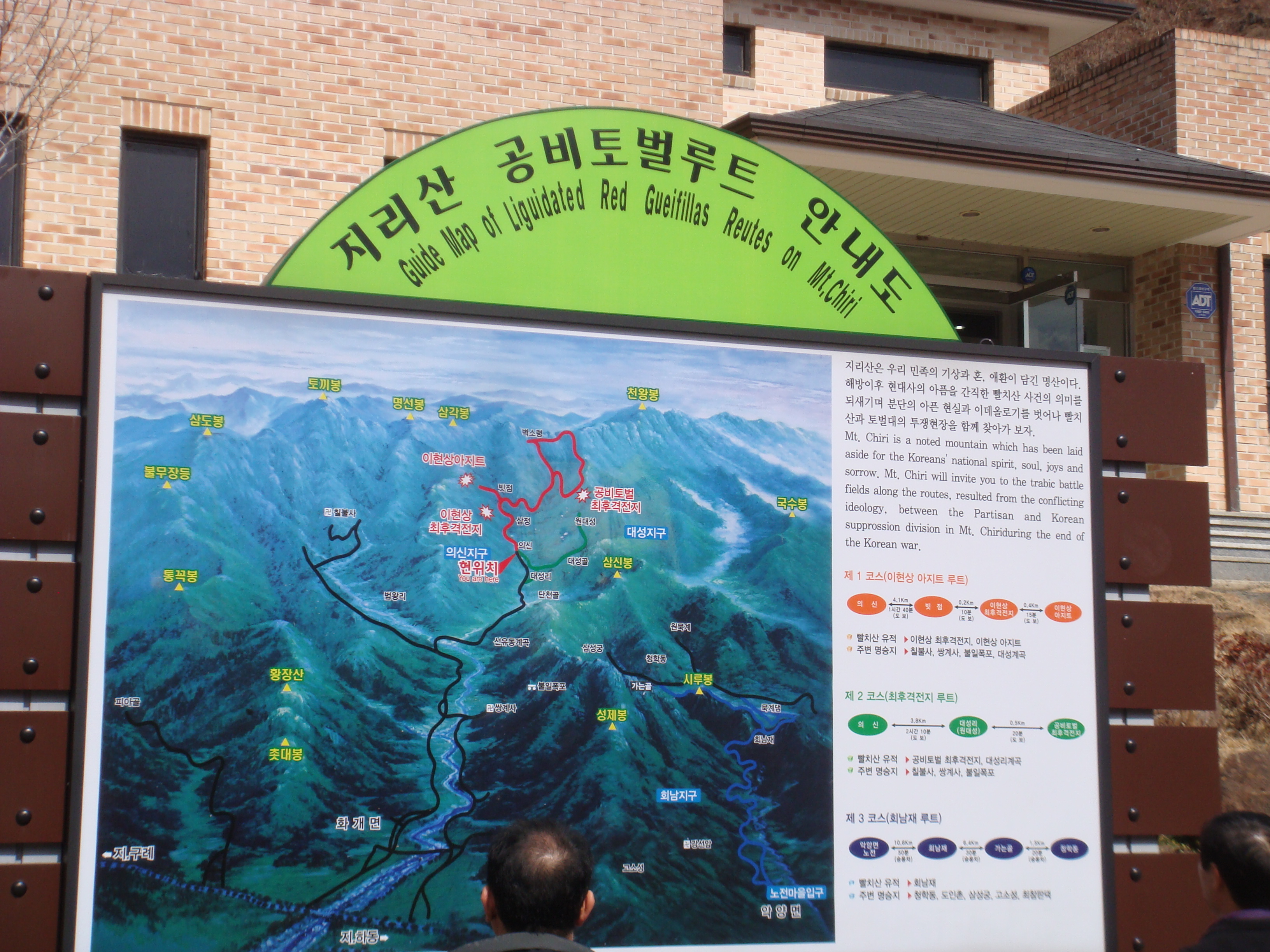
지리산 이현상의 은신처와 사살된 곳

1953년 9월 23일자 동아일보 신문에 이현상의 죽음을 보도한 기사.

이현상은 모든 직책을 잃고 하산을 계획했다. 거의 같은 시기에 토벌대가 하동군 빗점골에 숨어 있던 이현상을 추적하여 대략의 위치를 파악했다. 9월 17일에 토벌대는 빗점골을 포위했고, 이튿날인 9월 18일 오전에 총상을 입고 사망한 이현상의 시신이 발견되었다. 당시에도 이현상을 사살한 공을 놓고 차일혁이 이끄는 경찰 수색대와 김종원의 국군 부대가 다툼을 벌였고, 이태 등은 북한의 지시로 암살되었다는 소문을 기록한 바도 있어 정확한 사망 경위는 알 수 없다. 사망 날짜는 국군이 시신 발견 전날인 9월 17일로 추정했다.
이현상의 시신은 방부 처리되어 서울로 이송되었다. 동향 출신의 친구인 유진산 임영신 등 지인들이 시신을 찾아와 확인했다. 빨치산의 최후를 보여준다는 명목으로 창경원과 도로변에서 바지만 입힌 채 유품과 더불어 20여일동안 전시하기도 했다. 그러나 이현상의 가족들은 대부분 월북한데다, 남은 친척들은 한국 전쟁 중 고초를 당해 시신의 인수를 거부했다. 결국 토벌군 측의 차일혁이 섬진강에서 화장해 장례를 치러주었다.
그의 가족은 월북했지만 남한에 있던 그의 어머니 김씨는 1975년에 사망했다. 그의 연인 하수복은 1990년대까지 생존해 있었다는 설이 있으며, 하수복의 아들은 외삼촌의 손에 성장하여 교사로 활동했다 한다.

## 사후

### 조선민주주의인민공화국의 평가
북한의 애국렬사릉에는 1968년에 조성된 이현상의 가묘가 있다. 이현상은 북한의 제1호 렬사증을 추서받은 인물이며 애국렬사릉에도 가장 먼저 묻힌 인물인 것으로 알려졌다. 1990년 8월에는 조국통일상도 추서되었다.

### 가족
부인과 자녀, 셋째 형의 가족 등 대부분의 가족들은 전쟁 중 이현상이 북한으로 보냈다. 이현상에게는 1남 3녀가 있었다. 외아들 이극은 모스크바 유학을 다녀온 후 김일성종합대학 교수를 지냈고 정년퇴직후에 인민대학습당의 국제도서교환처장으로 일했다. 맏딸 무영은 중앙당학교를 졸업하고 조선인민군 정치부와 노동당에서 일했다. 둘째 딸 문영은 만경대 혁명학원을 졸업하고 조선로동당 중앙위원회에서 일했다. 막내딸 이상진은 북한의 외교관으로 활동하다가 북한의 첫 여성 일등서기관이 되어 경공업 분야를 담당했다. 이상진은 김대중의 북한 방문 때 만수대의사당을 직접 안내한 일이 있다. 처 최문기는 1972년에 사망해 혁명열사릉에 있는 이현상의 가묘에 홀로 묻혔다.
대한민국에는 이현상의 어머니와 둘째 형수만 남았다. 이들은 이현상의 가족이라는 이유로 어렵게 생활하다 사망했다. 특히 1975년 사망한 어머니는 무덤이 파헤쳐져 시신이 훼손되기도 했다.
부인인 최문기 외에 지리산에서 빨치산 간호병 하수복과의 사이에서 낳은 아들이 있다. 이 아들은 유복자로 태어났으며 이현상의 아들이라는 점 때문에 사법시험 응시를 포기하고 교사로 일했다.

## 시
다음은 이현상이 지리산에서 조선인민유격대를 지휘하며 창작한 한시이다.
| “ | 智異風雲當鴻動 지리산에 풍운 일어 기러기 떼 흩어지니 伏劍千里南走越 남쪽으로 천 리 길, 검을 품고 달려왔네 一念何時非祖國 오직 한 뜻, 한시도 조국을 잊은 적 없고 胸有萬甲心有血 가슴에는 철의 각오, 마음속엔 끓는 피 있네 | ” |

## 문화에 나타난 이현상

### 드라마
- 《지리산》 - 1989년 KBS1 드라마, 배역: 이순재
- 《여명의 그날》 - 1990년 KBS1 드라마, 배역: 김병기
- 《야인시대》 - 2003년 SBS 드라마, 배역 : 김두삼

## 같이 보기
| - 조선공산당 - 이재유 - 이관술 - 김삼룡 - 이주하 - 김태준 - 박헌영 - 러시아 혁명 - 경성트로이카 - 경성콤그룹 - 남조선로동당 - 조선인민유격대 - 사회주의 | - 건국준비위원회 - 한국 전쟁 - 김원봉 - 장건상 - 장택상 - 조병옥 - 차일혁 |

## 참고자료
- 안재성 (2007년 7월 30일). 《이현상 평전》. 서울: 실천문학사. ISBN 978-89-392-0584-0.
- 남부군 사령관 이현상
- 이현상 생가터와 부친의 공덕비를 찾다 오마이뉴스 2017.09.16.